# Gianni Boninsegna
Giovanni Boninsegna, detto Gianni (Brescia, 20 novembre 1923 – Brescia, 12 marzo 1993), è stato un politico italiano.